# Сандур
Сандур (фар. Sandur) — населённый пункт на Фарерских островах, расположенный на южном побережье острова Сандой. Одноимённая коммуна состоит только из одной деревни Сандур.
По данным на 2009 год население деревни составляет 585 человек; в 1985 году оно насчитывало 657 человек. Это делает Сандур крупнейшим населённым пунктом острова.
Сандур связан паромом с островом Скувой, расположенном к югу. Кроме того, деревня связана автобусным сообщением со всеми населёнными пунктами острова.
В Сандуре базируется фарерский футбольный клуб Б-71.

## Галерея

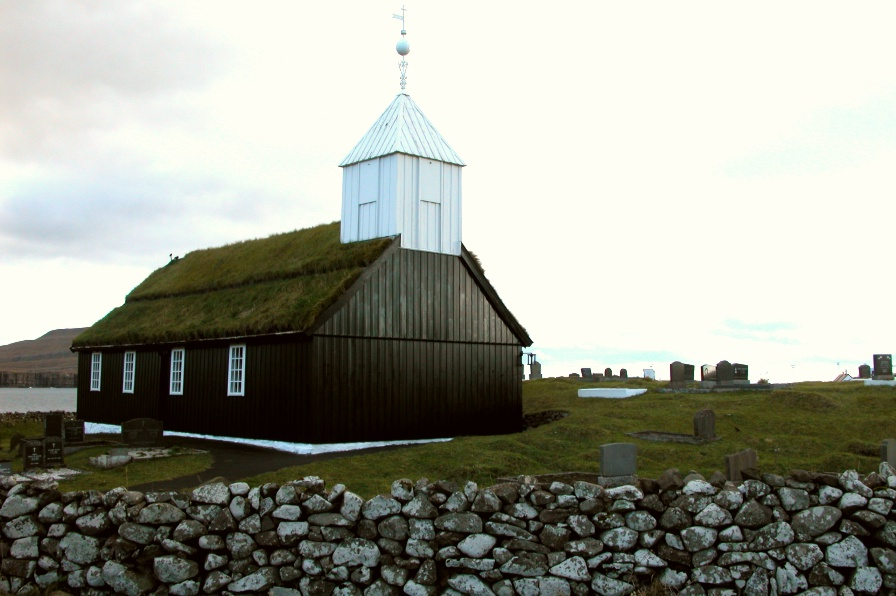
Церковь в Сандуре
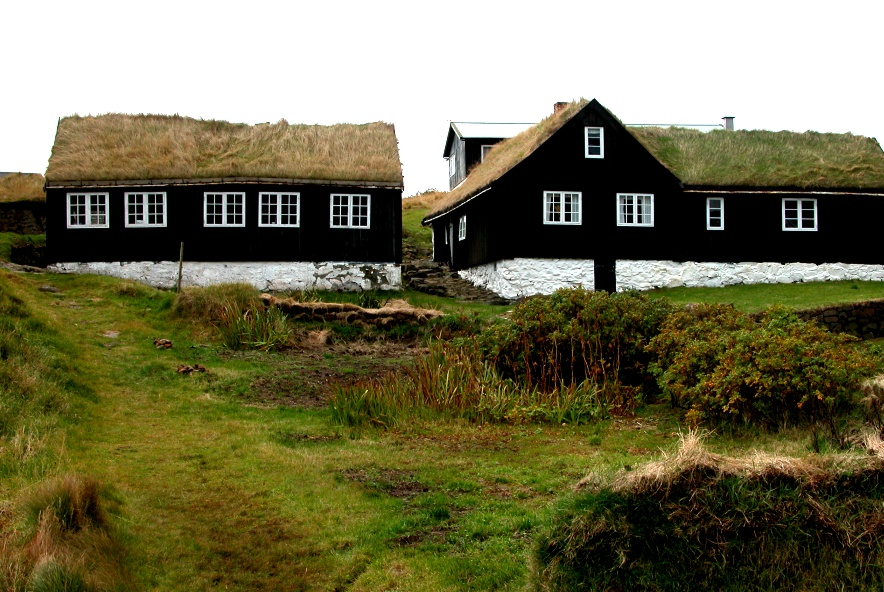
Местный музей
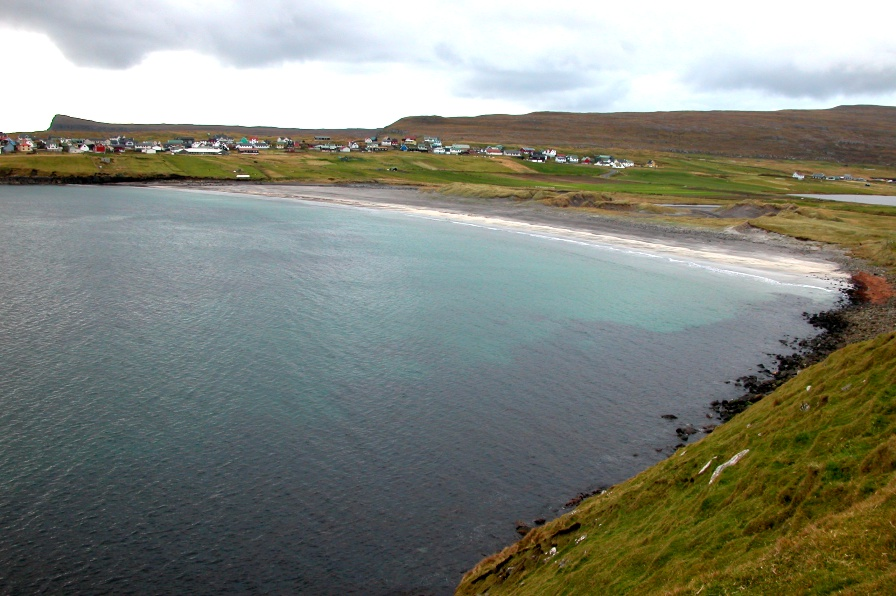
Вид на деревню